# Chino Chini

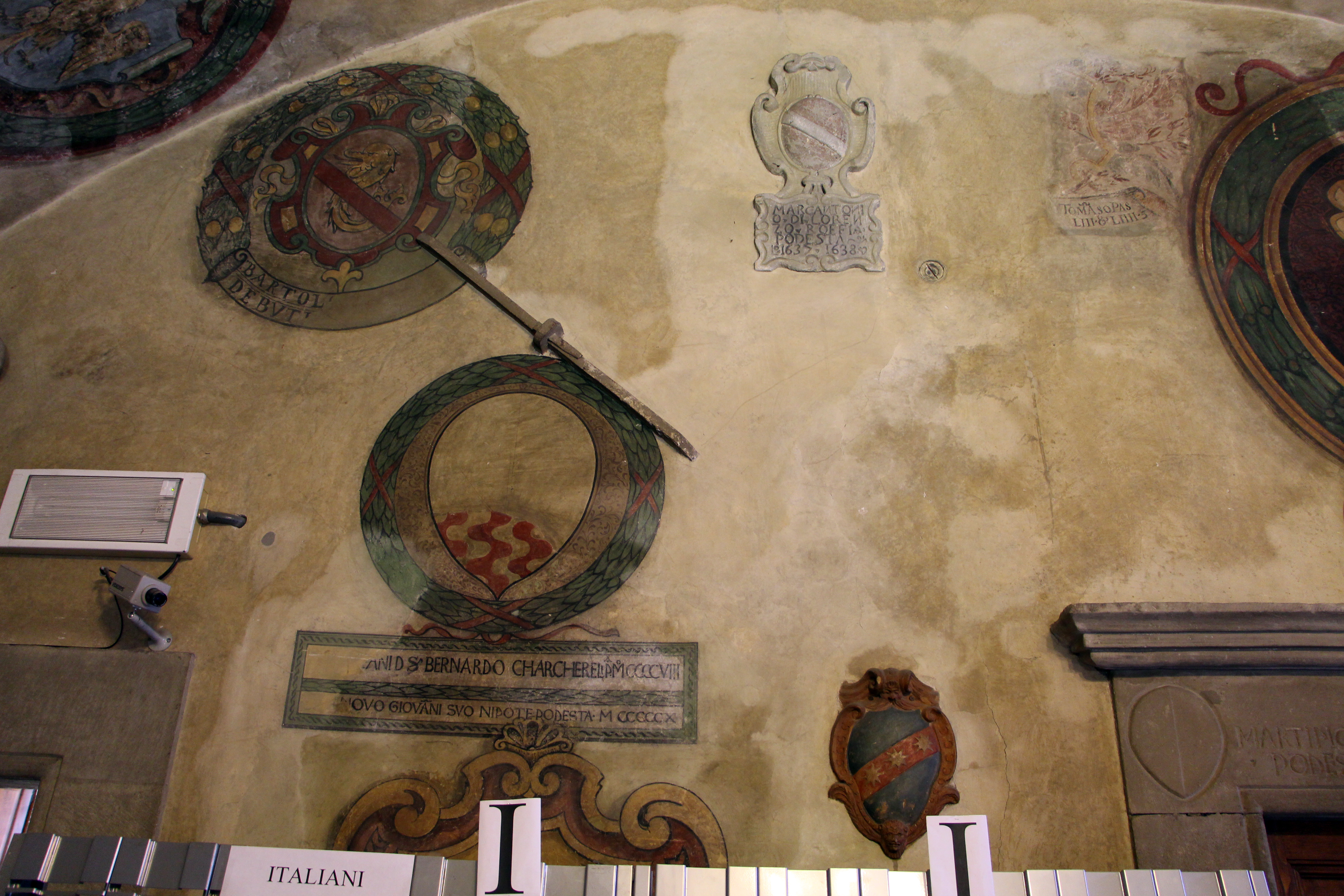
Chini, restauro affreschi, Palazzo del Podestà, Borgo San Lorenzo (FI)

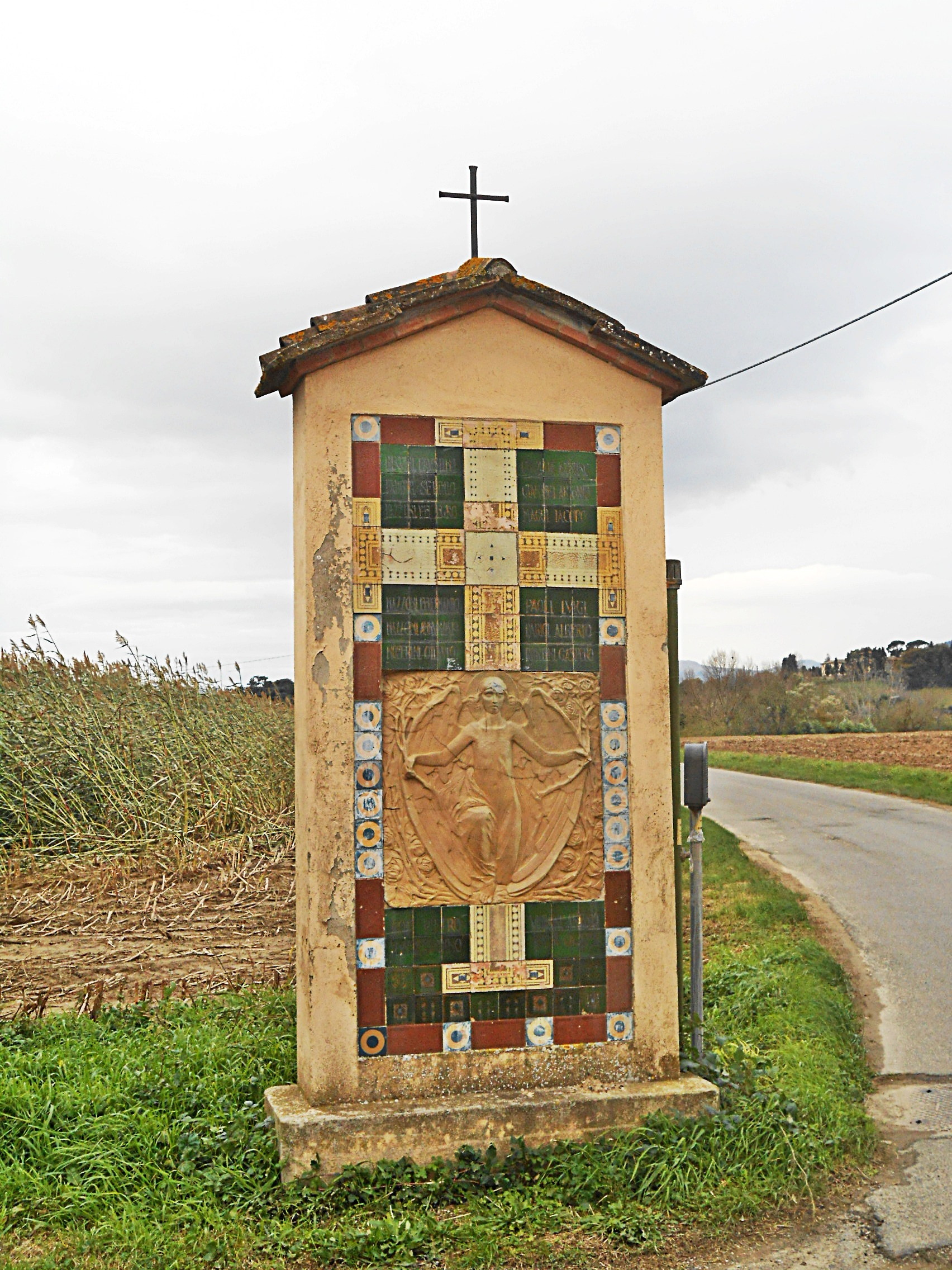
Chino Chini, Stele monumento, Figliano, Borgo San Lorenzo (FI)

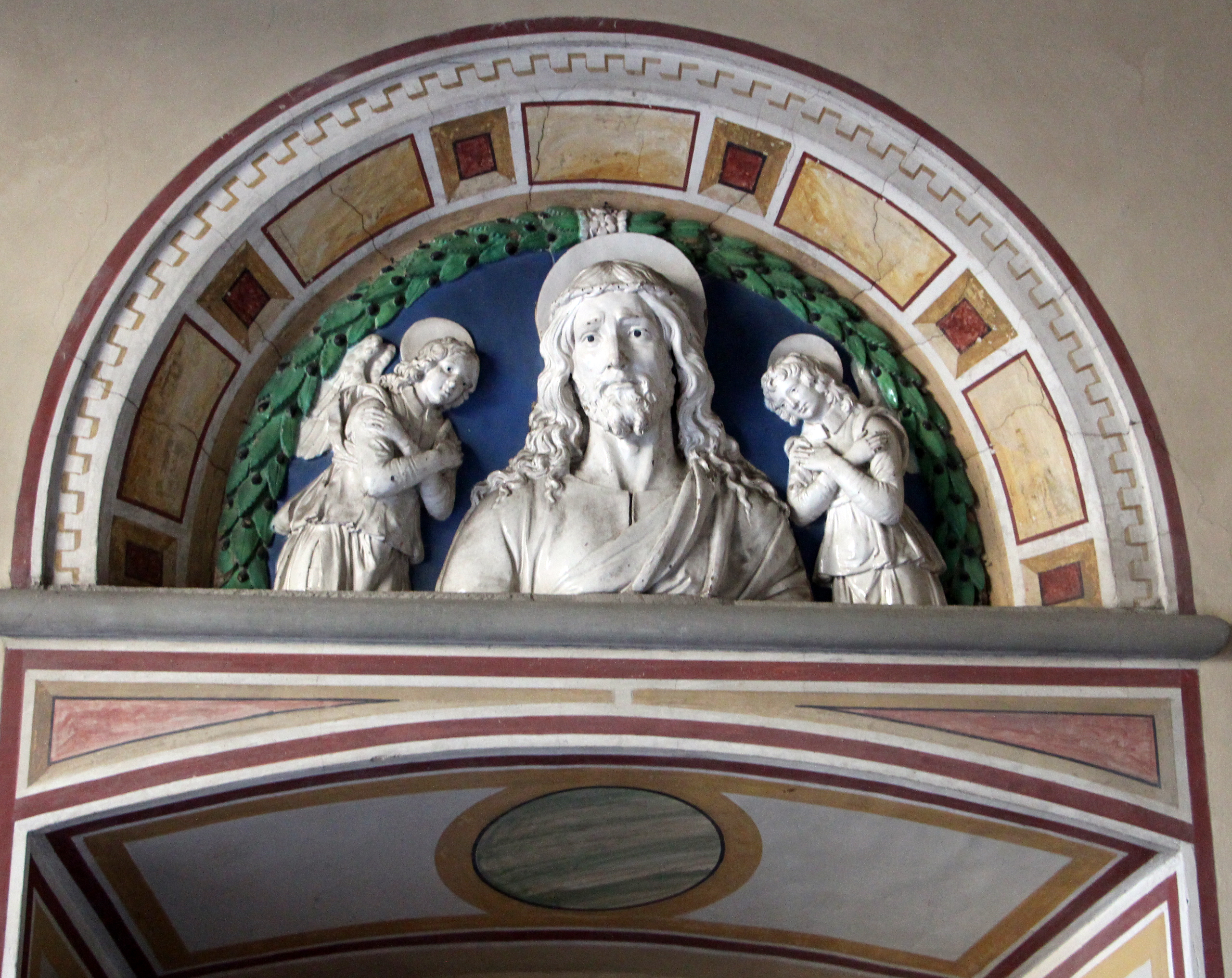
Chini, cappella dedicata a San Francesco, Palazzo del Podestà, Borgo San Lorenzo (FI)

Chino (Giovacchino) Chini (Borgo San Lorenzo, 26 luglio 1870 – Borgo San Lorenzo, 19 febbraio 1957) è stato un pittore e decoratore italiano.

## Biografia
Nasce da Tito Chini, decoratore, e da Paolina Ulivi. Viene battezzato col nome di Giovacchino. Dopo gli studi elementari lavora col padre come aiuto decoratore e dopo la morte di questi, nel 1883, viene assunto nell’impresa di decorazioni degli zii Dario e Leto. Nel febbraio del 1897 entra a far parte dell’Arte della Ceramica assieme ai fratelli Guido e Augusto. Contribuisce notevolmente all’andamento della fabbrica soprattutto da un punto di vista finanziario. Arriva addirittura ad ipotecare la casa paterna in modo che si potesse preparare la produzione per l’Esposizione di Torino e di Londra del 1898. Nel 1901, in seguito all’uscita dalla società di Vittorio Emanuele Giunti, diviene direttore tecnico. Progetta l’intero impianto della nuova sede di Fontebuoni. Riprende, nel 1902, un carteggio, già iniziato dal Giunti nel 1897, con Bernardino Pepi, chimico e farmacista senese ed anche grande esperto di ceramiche. 
Nel 1903, compie dei viaggi a Golfe Juan, nel sud della Francia, per acquisire maggiori conoscenze tecniche presso la fabbrica dell’Hospied. Lascia l’impresa nel dicembre del 1905 per contrasti con la direzione. Ritorna per un breve periodo all’attività di decoratore. 
Nel 1906 assieme al cugino Galileo Chini e al fratello Pietro fonda a Borgo San Lorenzo una fabbrica di ceramiche denominata “Fornaci San Lorenzo”, di cui diviene il direttore tecnico, mentre Galileo assumerà l'incarico di direttore artistico. Nella fabbrica di famiglia lavoreranno anche i figli di Chino, Tito e Augusto.
In questo periodo inizia anche la produzione del vetro grazie ai suoi interessi in tale settore coltivati già nel periodo dell’Arte della Ceramica. È artefice di numerosi progetti di riassetto dell’impresa per cercare maniere sempre più razionali per la distribuzione del lavoro. Nel 1930 utilizza anche lo stabilimento dell’ex Florentia Ars, in piazza Bernardo Tanucci a Firenze, comperato nel 1924, per installarvi un apposito reparto per la lavorazione soprattutto delle vetrate. Nel 1943 la fabbrica viene distrutta da un bombardamento. Nel 1947 compie un tentativo di accordo con alcuni finanziatori, conosciuti dal figlio Tito, per impiantare una nuova fabbrica a Milano. L’accordo non raggiunto e anche la morte di Tito lo inducono ad abbandonare per sempre l’interesse per il settore ceramico.
Chino come gli altri esponenti della manifattura ceramica si fece interprete della sua comunità anche e soprattutto in occasione della commemorazione dei caduti della Grande Guerra producendo particolari memorie artistiche, lapidi, stele e tabernacoli che rappresentano un unicuum nel panorama artistico italiano, rispetto alla produzione artistica più monumentale, eroica e allo stesso tempo retorica, che intendeva esaltare la guerra e il sacrificio dei caduti. Infatti già nel 1918 vi era chi avrebbe voluto che la memoria dei caduti fosse affidata ad opere di pubblica utilità e d'accordo con questa linea nazionale, Chino Chini pensò al recupero del palazzo del podestà di Borgo San Lorenzo, gravemente danneggiato dal tempo e dal terremoto. 
Questa la sua dichiarata ed esplicita presa di posizione nella stampa dell'epoca:“[…] Personalmente, per l’affezione che ho al paese dove sono nato, ho sempre provato rammarico nel vedere trascurato, né messo in valore, il suo patrimonio artistico, sia pure modesto; non da oggi conoscono il mio rincrescimento nel vedere il Palazzetto del Podestà in così misere condizioni. In occasione dell’Esposizione Agricola Mugellana del 1913 feci in modo che la manifattura da me diretta offrisse qualche oggetto, che unito ai cimeli che figurarono in quell’Esposizione incoraggiassero a prendere disposizioni per concretare ed attuare l’idea del Museo […] Venne il famoso terremoto e più se ne è parlato; rimasi nella Commissione Pro Museo Civico, ma data la difficoltà di trovare una sede anche provvisoria, gli oggetti sono rimasti presso i detentori autorizzati. […] Restaurato esternamente ed internamente detto Palazzetto, come si conviene; corredato delle suppellettili adeguate, riunitovi con cura il materiale pro-Museo civico ed i Cimeli dell’ultima guerra – quale parete, quale scenario più nobile vorreste trovare, onde apporvi un ricordo e dire ai nostri posteri che il nostro patrimonio morale, tutti quei cimeli con amore raccolti, fu fatto in onore dei nostri morti gloriosi?
Le sezioni del Museo Civico, poi mai realizzato,  dovevano essere le seguenti: la 1ª Sezione Storica (raccolta di volumi, stampe, manoscritti, statuti, carte, pergamene, disegni, monografie concernenti la storia del Mugello), la 2ª Sezione Arte Antica (raccolta di tele, quadri, ceramiche, oggetti vari esistenti in cappelle ed oratori non ufficiati, insieme alla collezione fotografica dei principali oggetti d’arte esistenti nelle chiese o asportati e monografie di artisti mugellani ed eventuali foto dei loro lavori), la 3ª Sezione Arte Moderna (raccolta di opere di artisti moderni, comprese le ceramiche delle Fornaci San Lorenzo), la 4ª Sezione demografica-agricola-forestale (collezione fotografica illustrante le zone di Borgo San Lorenzo con le varie lavorazioni dei campi, le razze e le varietà di bestiame che vengono allevate), la 5ª Sezione Arte Professionale (raccolta degli oggetti costruiti dagli allievi della Scuola professionale di arti e mestieri), la 6ª Sezione Cimeli di guerra (raccolta di cimeli e memorie delle precedenti guerre, compresa la prima guerra mondiale).
Il museo, infatti, avrebbe dovuto raccogliere le testimonianze della civiltà del Mugello in sei sezioni distinte, secondo argomenti storici, archeologici, artistici, demografico-agricoli-forestali, artistico-professionali, nonché militari; questi sarebbero stati raccolti nella 6ª sezione, quella dei Cimeli di guerra, la quale era stata affidata al generale Guglielmo Pecori Giraldi, che le si dedicherà con impegno analogo a quello speso per il museo di Vicenza. Ma il restauro completo del palazzo sarà ultimato solamente nel 1936, grazie alla Cassa di Risparmio di Firenze, diretta a quel tempo dal generale Guglielmo Pecori Giraldi -, quando Borgo San Lorenzo si era dotato ormai da nove anni di un monumento ai caduti a fusione bronzea: mostrando così di prediligere la linea che scindeva la memoria dalla vita civile, appunto opposta a quella propugnata dal Chini e dal Pecori Giraldi.